# Ľubomír Zrubec
Ľubomír Zrubec (* 5. září 1958) je bývalý slovenský fotbalista, obránce.

## Fotbalová kariéra
V československé lize hrál za Inter Bratislava a ZŤS Petržalka. V československé lize odehrál více než 62 utkání.

## Ligová bilance
| Ročník                                   | Zápasy | Góly | Klub             |
| ---------------------------------------- | ------ | ---- | ---------------- |
| 1. československá fotbalová liga 1977/78 | -      | 0    | Inter Bratislava |
| 1. československá fotbalová liga 1978/79 | 6      | 0    | Inter Bratislava |
| 1. československá fotbalová liga 1981/82 | 26     | 0    | ZŤS Petržalka    |
| 1. československá fotbalová liga 1984/85 | 24     | 0    | ZŤS Petržalka    |
| 1. československá fotbalová liga 1987/88 | 12     | 0    | Inter Bratislava |
| CELKEM                                   | -      | 0    |                  |